# 滙豐保險控股
滙豐保險控股有限公司（HSBC Insurance Holdings Limited）為滙豐控股有限公司的全資附屬公司，公司在英國註冊，負責滙豐集團全部保險業務的管理工作。該公司原為滙豐集團旗下的一間「內部支援服務」公司，主要為集團內的保險業務實體提供行政管理、財務會計、資訊科技及合規風控等後勤支援服務，並根據成本回收模式向受服務的集團成員攤分相關開支，但由於集團業務重整及內部資源整合安排，該公司自2021年起逐步終止相關活動，不再向集團內其他實體收取或分攤成本，並已於2024年6月24日結束運作。截至2024年終止前，公司從不對外營運，其業務純屬集團內部性質，也不持有任何滙豐旗下任何保險公司的股權。

## 外部連結
- 滙豐集團保險業務網頁
- 滙豐保險顧問集團有限公司
- 匯控投資20億 進軍越南保險市場